# NGC 929
NGC 929 je galaksija u zviježđu Kit.

## Vanjske poveznice
- SEDS: NGC 929